# 1.ª etapa del Tour de Francia 2019
La 1.ª etapa del Tour de Francia 2019 tuvo lugar el 6 de julio de 2019 con inicio y final Bruselas en Bélgica sobre un recorrido de 194,5 km y fue ganada al sprint por el ciclista neerlandés Mike Teunissen del equipo Jumbo-Visma, quien se convirtió en el primer portador del maillot jaune.

## Clasificación de la etapa
| \| Clasificación de la etapa \| Clasificación de la etapa \| Clasificación de la etapa \| Clasificación de la etapa \| Clasificación de la etapa \| \| Ciclista \| Ciclista \| Equipo \| Tiempo \| \| \| ------------------------- \| ------------------------- \| ------------------------- \| ------------------------- \| ------------------------- \| \| 1.º \| Mike Teunissen \| Team Jumbo-Visma \| 4 h 22 min 47 s \| \| \| 2.º \| Peter Sagan \| Bora-Hansgrohe \| + 0 s \| \| \| 3.º \| Caleb Ewan \| Lotto-Soudal \| + 0 s \| \| \| 4.º \| Giacomo Nizzolo \| Dimension Data \| + 0 s \| \| \| 5.º \| Sonny Colbrelli \| Bahrain-Merida \| + 0 s \| \| \| 6.º \| Michael Matthews \| Team Sunweb \| + 0 s \| \| \| 7.º \| Matteo Trentin \| Mitchelton-Scott \| + 0 s \| \| \| 8.º \| Oliver Naesen \| AG2R La Mondiale \| + 0 s \| \| \| 9.º \| Elia Viviani \| Deceuninck-Quick Step \| + 0 s \| \| \| 10.º \| Jasper Stuyven \| Trek-Segafredo \| + 0 s \| \| |                  |                       |                 |
| |                  |                       |                 |
| Fuente: ProCyclingStats |                  |                       |                 |
| Clasificación de la etapa |                  |                       |                 |
| Ciclista | Ciclista         | Equipo                | Tiempo          |
| 1.º | Mike Teunissen   | Team Jumbo-Visma      | 4 h 22 min 47 s |
| 2.º | Peter Sagan      | Bora-Hansgrohe        | + 0 s           |
| 3.º | Caleb Ewan       | Lotto-Soudal          | + 0 s           |
| 4.º | Giacomo Nizzolo  | Dimension Data        | + 0 s           |
| 5.º | Sonny Colbrelli  | Bahrain-Merida        | + 0 s           |
| 6.º | Michael Matthews | Team Sunweb           | + 0 s           |
| 7.º | Matteo Trentin   | Mitchelton-Scott      | + 0 s           |
| 8.º | Oliver Naesen    | AG2R La Mondiale      | + 0 s           |
| 9.º | Elia Viviani     | Deceuninck-Quick Step | + 0 s           |
| 10.º | Jasper Stuyven   | Trek-Segafredo        | + 0 s           |

## Clasificaciones al final de la etapa

### Clasificación general(Maillot Jaune)
| \| Clasificación general \| Clasificación general \| Clasificación general \| Clasificación general \| Clasificación general \| \| Ciclista \| Ciclista \| Equipo \| Tiempo \| \| \| --------------------- \| --------------------- \| --------------------- \| --------------------- \| --------------------- \| \| 1.º \| Mike Teunissen \| Team Jumbo-Visma \| 4 h 22 min 37 s \| \| \| 2.º \| Peter Sagan \| Bora-Hansgrohe \| + 4 s \| \| \| 3.º \| Caleb Ewan \| Lotto-Soudal \| + 6 s \| \| \| 4.º \| Giacomo Nizzolo \| Dimension Data \| + 10 s \| \| \| 5.º \| Sonny Colbrelli \| Bahrain-Merida \| + 10 s \| \| \| 6.º \| Michael Matthews \| Team Sunweb \| + 10 s \| \| \| 7.º \| Matteo Trentin \| Mitchelton-Scott \| + 10 s \| \| \| 8.º \| Oliver Naesen \| AG2R La Mondiale \| + 10 s \| \| \| 9.º \| Elia Viviani \| Deceuninck-Quick Step \| + 10 s \| \| \| 10.º \| Jasper Stuyven \| Trek-Segafredo \| + 10 s \| \| |                  |                       |                 |
| |                  |                       |                 |
| Fuente: ProCyclingStats |                  |                       |                 |
| Clasificación general |                  |                       |                 |
| Ciclista | Ciclista         | Equipo                | Tiempo          |
| 1.º | Mike Teunissen   | Team Jumbo-Visma      | 4 h 22 min 37 s |
| 2.º | Peter Sagan      | Bora-Hansgrohe        | + 4 s           |
| 3.º | Caleb Ewan       | Lotto-Soudal          | + 6 s           |
| 4.º | Giacomo Nizzolo  | Dimension Data        | + 10 s          |
| 5.º | Sonny Colbrelli  | Bahrain-Merida        | + 10 s          |
| 6.º | Michael Matthews | Team Sunweb           | + 10 s          |
| 7.º | Matteo Trentin   | Mitchelton-Scott      | + 10 s          |
| 8.º | Oliver Naesen    | AG2R La Mondiale      | + 10 s          |
| 9.º | Elia Viviani     | Deceuninck-Quick Step | + 10 s          |
| 10.º | Jasper Stuyven   | Trek-Segafredo        | + 10 s          |

### Clasificación por puntos(Maillot Vert)
| Clasificación por puntos | Clasificación por puntos | Clasificación por puntos | Clasificación por puntos | Clasificación por puntos |
| Ciclista                 | Ciclista                 | Equipo                   | Puntos                   |                          |
| ------------------------ | ------------------------ | ------------------------ | ------------------------ | ------------------------ |
| 1.º                      | Mike Teunissen           | Team Jumbo-Visma         | 50 pts                   |                          |
| 2.º                      | Peter Sagan              | Bora-Hansgrohe           | 50 pts                   |                          |
| 3.º                      | Sonny Colbrelli          | Bahrain-Merida           | 33 pts                   |                          |
| 4.º                      | Michael Matthews         | Team Sunweb              | 27 pts                   |                          |
| 5.º                      | Matteo Trentin           | Mitchelton-Scott         | 23 pts                   |                          |
| 6.º                      | Greg Van Avermaet        | CCC Team                 | 21 pts                   |                          |
| 7.º                      | Caleb Ewan               | Lotto-Soudal             | 20 pts                   |                          |
| 8.º                      | Giacomo Nizzolo          | Dimension Data           | 18 pts                   |                          |
| 9.º                      | Oliver Naesen            | AG2R La Mondiale         | 10 pts                   |                          |
| 10.º                     | Lukas Pöstlberger        | Bora-Hansgrohe           | 10 pts                   |                          |

### Clasificación de la montaña(Maillot à Pois Rouges)
| Clasificación de la montaña | Clasificación de la montaña | Clasificación de la montaña | Clasificación de la montaña | Clasificación de la montaña |
| Ciclista                    | Ciclista                    | Equipo                      | Puntos                      |                             |
| --------------------------- | --------------------------- | --------------------------- | --------------------------- | --------------------------- |
| 1.º                         | Greg Van Avermaet           | CCC Team                    | 2 pts                       |                             |
| 2.º                         | Xandro Meurisse             | Wanty-Gobert                | 2 pts                       |                             |

### Clasificación del mejor joven(Maillot Blanc)
| Clasificación del mejor joven | Clasificación del mejor joven | Clasificación del mejor joven | Clasificación del mejor joven | Clasificación del mejor joven |
| Ciclista                      | Ciclista                      | Equipo                        | Tiempo                        |                               |
| ----------------------------- | ----------------------------- | ----------------------------- | ----------------------------- | ----------------------------- |
| 1.º                           | Caleb Ewan                    | Lotto-Soudal                  | 4 h 22 min 43 s               |                               |
| 2.º                           | Amund Grøndahl Jansen         | Team Jumbo-Visma              | + 4 s                         |                               |
| 3.º                           | Wout van Aert                 | Team Jumbo-Visma              | + 4 s                         |                               |
| 4.º                           | Kasper Asgreen                | Deceuninck-Quick Step         | + 4 s                         |                               |
| 5.º                           | Cees Bol                      | Team Sunweb                   | + 4 s                         |                               |
| 6.º                           | Iván García Cortina           | Bahrain-Merida                | + 4 s                         |                               |
| 7.º                           | Jasper Philipsen              | UAE Team Emirates             | + 4 s                         |                               |
| 8.º                           | Enric Mas                     | Deceuninck-Quick Step         | + 4 s                         |                               |
| 9.º                           | Tiesj Benoot                  | Lotto-Soudal                  | + 4 s                         |                               |
| 10.º                          | Nils Politt                   | Katusha-Alpecin               | + 4 s                         |                               |

### Clasificación por equipos(Classement par Équipe)
| Clasificación por equipos | Clasificación por equipos | Clasificación por equipos | Clasificación por equipos |
| Equipo                    | Equipo                    | Tiempo                    |                           |
| ------------------------- | ------------------------- | ------------------------- | ------------------------- |
| 1.º                       | Team Jumbo-Visma          | 13 h 08 min 21 s          |                           |
| 2.º                       | Wanty-Groupe Gobert       | + 0 s                     |                           |
| 3.º                       | Deceuninck-Quick Step     | + 0 s                     |                           |
| 4.º                       | EF Education First        | + 0 s                     |                           |
| 5.º                       | Bahrain-Merida            | + 0 s                     |                           |
| 6.º                       | Mitchelton-Scott          | + 0 s                     |                           |
| 7.º                       | Lotto Soudal              | + 0 s                     |                           |
| 8.º                       | Bora-hansgrohe            | + 0 s                     |                           |
| 9.º                       | Team Sunweb               | + 0 s                     |                           |
| 10.º                      | Dimension Data            | + 0 s                     |                           |

## Abandonos
Ninguno.